# Kaj Pineus
Kaj Ludvig Arbo Pineus, född 9 oktober 1905 i Göteborgs Kristine församling, död 21 november 1986 i Göteborgs Vasa församling, var en svensk dispaschör och kommunalpolitiker (Folkpartiet). Han var son till Conrad Pineus och gift med Eva Pineus.
Pineus blev juris kandidat 1928 och var dispaschör i Göteborg 1936–1980. Han tillhörde stads-/kommunfullmäktige i Göteborg 1949–1973 och var andre vice ordförande där 1970–1973. Han var ordförande i Europeiska dispaschörsföreningen 1969–1973, hedersledamot där från 1981, generalsekreterare i Comité maritime international 1972–1977, honorär vice president från 1977. Han blev filosofie hedersdoktor vid Göteborgs universitet 1973. Han författade sjörättsliga skrifter och uppsatser i svensk och utländsk fackpress.